# Celzo
Celzo (stgrč.: Κέλσος, lat.: Celsus; također Kels, Cels ili Kélsos), grčki platonistički filozof iz 2. stoljeća i najozbiljniji kritičar kršćanstva u ranom razdoblju. Njegovo djelo Istinski logos (Alethes logos), napisano 178., smatra se prvom sveobuhvatnom filozofskom kritikom kršćanstva. Izvorni spis nije sačuvan, a djelo nam je poznato isključivo putem Origenovog pobijanja.
U svome djelu Celzo podvrgava racionalnoj kritici razne judeo-kršćanske mitove, navodeći da su neki, poput mita o potopu, pozajmljeni iz drugih tradicija, dok su neki, poput mita o stvaranju svijeta, u sukobu sa znanošću. On s filozofskog gledišta dalje kritizira antropomorfnu predodžbu Boga, judeo-kršćanski antropocentrizam i vjerovanje u vlastitu izabranost. Kršćansko učenje o uskrsnuću tijela kritizira kao pogrešno shvaćeno filozofsko učenje o seobi duše. Kršćanske zajednice svoga vremena Celzo kritizira zbog protivljenja obrazovanju i zastupanja slijepe vjere umjesto razumnog ispitivanja. On kršćane kritizira i zbog nesudjelovanja u zajedničkim obredima, nepoštovanja zakona i drskog ponašanja prema slikama bogova drugih naroda.
O Celzovom životu ne zna se gotovo ništa. Pretpostavlja se da je pisao u Aleksandriji. Kao filozof je pripadao tzv. srednjem platonizmu. Živio u vrijeme kada se antička filozofija susrela s novim vjerovanjem, koje je nastupalo kao Bogom objavljena istina, što je za obrazovane Helene, a posebno za filozofe, bilo nepojmljivo. 
Celzo je nastojao dobro se informirati o kršćanstvu: čitao je evanđelja, starozavjetne knjige, druge kršćanske spise, a tražio je i osobni dodir s kršćanima. Filozof Celzo je u kršćanstvu vidio negaciju svega onoga što je stoljećima bilo prisutno u grčkom geniju.

## Judaističko viđenje Isusa
Nasuprot kršćanskom viđenju, Celzo navodi i judaističko viđenje Isusa izloženo u Talmudu, svetom spisu judaizma.
Celzo u svoju knjigu uvodi lik Židova, zastupnika judaizma, koji izjavljuje da je Isus pogrešno smatran sinom djevice, i da potječe iz zabačenog sela u židovskoj Svetoj Zemlji. Celzov Židov sumnja u pojavu zvijezde prigodom Isusovog rođenja i također osporava Isusovo navodno podrijetlo od kralja Davida: »Žena stolara morala bi znati ako potječe od tako presvijetlog roda« (II. 32).
Prema talmudskoj predaji, Isusova majka bila je siromašna židovska djevojka, koju je muž, stolar po zanimanju, otjerao zbog preljuba s rimskim vojnikom po imenu Panthera. Napuštena od muža i prezrena od društva, Marija je rodila Isusa (I. 32).
Zbog bijede i siromaštva Isus je otišao u Egipat, gdje je izučio magiju. Uvjeren u svoje čarobnjaštvo, Isus se vratio u rodnu Palestinu i predstavljao sebe Bogom. Oko sebe je okupio "10 ili 11 ozloglašenih ljudi", potpuno nedoličnih carinika i lađara (koje Celzo naziva razbojničkom družinom), te s njima išao okolo i bijedno preživljavao. Govoreći o događajima uoči Isusovog pogubljenja kaže: 
Celzov Židov predbacuje Isusovim sljedbenicima što smatraju Isusa za Boga, iako je neslavno završio. Celzo navodi da su Isusovi učenici umetnuli kako je Isus prorekao sve što mu se dogodilo i da je tekst evanđelja bio mijenjan 3-4, a i više puta (II. 27). 
Celzo piše kako su oni koji vjeruju u Isusovo uskrsnuće žrtve zavedene fantazije. Navodni događaj je vidjela "suluda žena i netko tko je sklon takvim snovima"; koja je stvorila lažnu predstavu (II. 55). Celzo se poziva na Platona koji govori kako su neki ljudi kraj grobova umrlih viđali »sjenovite utvare« (Fedon, c. 30. p. 81 D). Ako Isus nije bio samo priviđenje, nego uskrsli iz mrtvih, morali su ga i drugi vidjeti. Ako je doista htio pokazati božansku moć, tada se morao pojaviti i protivnicima i sucima koji su ga osudili i svim ljudima (II. 63).
Celzo izvodi svoj zaključak o Isusu: 

## Kritika judeo-kršćanskog mišljenja
Celzo kritizira i judaizam kao preteču kršćanstva s namjerom time oslabjeti kršćanstvo. 

### Kritika mita o stvaranju
Celzo, ispitujući judeo-kršćansko učenje o nastanku svemira, zabilježeno u Knjizi postanka koja se pripisuje Mojsiju, zaključuje: 
Celzo biblijske priče o stvaranju svijeta ne uzima kao znanost, već kao "priče koje pisci komedija iznose kako bi ljude razveseljavali". On oštro kritizira biblijsku priču o stvaranju čovjeka, za koju kaže da je to bajka za babe. Nasuprot judeo-kršćanskom vjerovanju Celzo navodi mišljenja grčkih filozofa i fizičara o postanku svijeta i razvoju čovjeka: 
Za Celza je prazno pričanje to što Mojsije izvodi zakonodavstvo iz Boga. On pobija Mojsijevo pisanje o stvaranju svijeta, navodeći mišljenje tadašnje grčke znanosti da je svijet nestvoren, da su ljudi proizišli iz zemlje, da je bilo i prije raznih katastrofa, i da je potop za vrijeme Deukaliona (o čemu govori Platon u svojim Zakonima) jedan od najmlađih.
Božje počivanje u sedmi dan Celzo je komentirao: »Poslije toga djela on je doista kao loš obrtnik umoran i treba mira kako bi se odmorio« (VI. 61). On u duhu platonizma kritizira pripisivanje antropomorfnih obilježja Bogu: »Nije u redu da se prvi Bog umori, ili da radi rukama ili da naređuje«.

### Kritika odnosa Boga i svijeta
Celzo primjerima pokazuje kako judaisti i kršćani uopće nemaju jasan pojam Boga niti shvaćaju odnos Boga prema svijetu. Oni govore o Bogu koji odlazi i dolazi, koji postaje čovjek, umire, uskršava i slično. Celsus kao platoničar odbacuje takav način mišljenja o Bogu. U filozofskom smislu, Celzo ustaje protiv mogućnosti bilo kakvog božjeg uplitanja u ljudsku povijest: 
Osnovica Celzove argumentacije jest strogo naglašena Božja transcendencija. Celzo dalje obrazlaže da će svatko tko bude istraživao doći do spoznaje kako »ništa nije besmrtno što potječe od materije« i kako su besmrtni Bog i truležna tvar odvojeni. Iako su Bog i zlo jedno od drugog odvojeni, u cjelini svijeta sve ima svoje skladno mjesto: 
Daljnja kritika judeo-kršćanskog shvaćanja božjeg odnosa prema svijetu zasniva se na stalnosti zla u svijetu: 
Ispitujući podrijetlo zla, Celzo zastupa Platonovu teodiceju iz Teeteta prema kojoj zlo ne potječe od Boga, jer Bog nije stvorio ništa loše: 
Zlo, međutim, ne potječe ni od nekog drugog božanstva kojeg židovski nazivaju Sotona:
Zlo potječe od uživanja uz stvari i nalazi se u smrtnim bićima. U loše stvari spadaju čuvstva (afekti) jer donose mnoge štetne posljedice. No židovski tekstovi takvu osobinu pripisuju Bogu, što bi značilo da je i Bog podložan zlu kao i svaki čovjek; a to je uistinu bezbožno.
Celzo pita kršćane kako je Bog mogao stvoriti loš svijet, te grdi svoje vlastito umijeće i mrzi i uništava vlastita stvorenja? Celzo smatra da kršćani kao stvoritelja označuju “prokletog Boga”, koji je prokleo zmiju jer je prvim ljudima saopćila spoznaju o dobru i zlu. Celzo zaključuje da postoji suprotnost između najvišeg Boga i Boga tvorca (demijurga), u kojega kršćani vjeruju kao istinskog Boga.

### Kritika antropomorfizacije Boga
Judaističko-kršćansko shvaćanje Celzo osporava i zbog antropomorfnih oznaka koje pripisuju Bogu ("Usta Gospodinova su to govorila, i tome slično"). Na to Celzo piše: "Bog nema usta ni glasa", i dalje: "Bog nema ništa od onoga što mi poznajemo" (VI. 62). Celzo kaže da Bog nije čovjeka stvorio kao svoju sliku, niti je sličan bilo kakvom obliku (VI. 63). On citira Platonovo Sedmo pismo (341 CD), gdje piše kako se najviše dobro ne može iskazati riječima, već se stječe dugim vježbanjem (druženjem s njim), i iznenada se u duši upali kao od iskre svjetlo. 
Celzo navodi više mjesta iz Platona, gdje se kaže da je samo nekolicini spoznatljivo Dobro. Međutim, Platon iako uviđa tu poteškoću, ipak ne priča bajke, niti zatvara usta ako bi ga tko pitao za objašnjenje, niti zapovijeda da unaprijed treba vjerovati kako je Bog takav i takav, kako ima sina takvih svojstava, kako je sišao na zemlju i s njim razgovarao.
Celzo prigovara kršćanima da "hoće Boga vidjeti tjelesnim očima, ušima hoće čuti njegov glas i čulnim rukama hoće ga dodirnuti" (VII.34.) On napominje da takvo nešto već imaju na raznim proročištima, gdje se bogovi javljaju ljudima u ljudskom obliku, i to ne samo jedanput, "kao taj što je ljude prevario", već uvijek kad netko želi« (VII. 35). Celzo smatra da kršćani, opterećeni svojim vjerovanjem, jednostavno ne mogu shvatiti bit Boga. Međutim, on im ipak pokušava približiti filozofsko poimanje Boga:
On savjetuje kršćane ako traže duhovnog vođu izbjegavati opsjenare, vračeve i one koji se zaklinju u utvare, jer će inače sebe učiniti smiješnim ako na druge bogove budu hulili kao na utvare, poštujući onoga koji nije ni utvara "nego stvarni mrtvac" (VII 36). Celzo zaključuje da ne obožavaju ni Boga ni božanstvo (demona), nego mrtvog čovjeka”. On napominje da je obožavanjem Isusa Krista razbijen monoteizam, i time je otvoren put prema kršćanskom politeizmu.

### Kritika antropocentrizma
Celzo judeo-kršćanskom antropocentrizmu suprotstavlja ideju savršenstva svijeta. Dakle, nije čovjek središte stvaranja, već savršenstvo svijeta. Celzo svojim protivnicima postavlja pitanje: zašto se ne bi moglo reći da smo mi stvoreni zbog životinja, jer ljudi životinje ne mogu loviti bez raznog pribora, a životinje ljude mogu (IV. 78.79). Još navodi da mravi i pčele žive u savršenoj organizaciji te ni tu ljudi nemaju prednost. Celzo piše da se životinje znadu same liječiti, na primjer zmije i orlovi poznaju neku vrstu ljekovitog kamenja, a orao to kamenje odnosi u gnijezdo (IV. 86). Celzovo uspoređivanje čovjeka sa životinjama slijedi platonističko shvatanje da su sve duše jednake, i da duša ide i u druga tijela. On ovim primjerima pokušava pobiti ljudsku umišljenost o iznimnosti u svijetu:
Celzo zaključuje kako svijet nije napravljen zbog čovjeka, kao što nije napravljen ni zbog lava, ni vola, ni dupina, već je taj svijet (svemir) kao djelo Boga u svojim dijelovima potpun i savršen. U odnosu na cjelinu sve je odmjereno. Bog se brine za cjelinu i njegova providnost nikada ju ne napušta. Ne postaje ništa lošije, niti to Bog poslije nekog vremena sebi vraća. Bog se ne srdi zbog ljudi, kao što se ne srdi ni zbog majmuna ili miševa, niti bilo čemu prijeti, jer svaki dio ima na sebi svoje određenje (IV. 99). Prema Celzu, cilj stvaranja nije čovjek, već svijet kao cjelina, red i savršenstvo.

### Kritika vjerovanja u izabranost
Celzo kritizira židovsko uvjerenje da su oni izabrani narod. Prema Celzu, Židovi uopće ne spadaju među stare i mudre (božanske) narode, kao na primjer Egipćani, Asirci, Indijci, Perzijanci, Kaldejci i još neki. Celzo pita zašto je božji sin došao baš Židovima i to u obliku samo jednog čovjeka u zabačenom kraju kao što je Palestina:
Celzo pobija ideju da su Židovi izabrani božji narod, a time i kršćani koji tu tradiciju nastavljaju, tvrdeći da židovski zakoni nemaju prednost pred zakonima drugih naroda. Bog nije uzročnik tih zakona, pa stoga i ideja o izabranosti nema nikakvog smisla. 
Celzo judaistički i kršćanski rod uspoređuje s mnoštvom šišmiša, ili s mravima koji izlaze iz svog skloništa, ili sa žabama koje sjede u močvari ili s glistama koje se skupljaju na nekom blatnjavom mjestu i prepiru koja je od njih veći grješnik i govore: »Nama se Bog najprije otkrio i navjestio. On ostavlja cijeli svemir i nebo, niti se brine za samu zemlju, već samo nama vlada i samo nas pozdravlja preko svojih glasnika.« Celzo dalje opisuje gliste koje govore: »Postoji Bog i poslije njega dolazimo mi, jer kroz njega smo mi postale u svemu slične Bogu i nama je sve podređeno, zemlja i voda i zrak i zvijezde, i sve je zbog nas napravljeno i sve je napravljeno kako bi nama služilo«.
Nasuprot njihovoj uvjerenosti u vlastitu izabranost, Celzo misli kako ni Židovi ni kršćani ne mogu imati ugleda, jer je njihov zajednički korijen stalna buna (stasis). Celzo smatra da su i jedni i drugi krivi zbog pobuna protiv zajednice. Celzo je pisao kako su Židovi egipatskog podrijetla i kako su se pobunili protiv svojih, napustili Egipat i otišli u Palestinu gdje su se naselili. A onda su se kasnije neki Židovi pobunili protiv judejske zajednice vjerujući kako je Isus mesija. Celzo navodi kako su Židovi čak i obrezivanje i suzdržavanje od svinjskog mesa, po čemu se smatraju posebnim, ustvari preuzeli od Egipćana:
Uspoređujući ih s Egipćanima i pitagorejcima koji imaju dosljedna ograničenja u prehrani, Celzo pokazuje kako su oni svoje običaje preuzimali od drugih ali uvijek samo djelomično i pogrešno.

### Kritika vjerovanja u utjelovljenje
Celzo judeo-kršćansko vjerovanje o silasku Boga na zemlju smatra sramotnim:
Celzo prvo bogoslovno osporava smislenost božjeg silaska na zemlju. On pita kakvog smisla ima takvo silaženje Boga? Sigurno ne kako bi upoznao prilike među ljudima, jer on već zna sve. Jedino ako zna, ali ne može popraviti božjom silom, pa je u obliku tijela nekoga poslao:
Celzo dalje istu temu kritizira iz kuta gledanja filozofije. Osnova njegovog izvođenja je Platonov pojam Boga, prema kojem je Bog dobar, i lijep, i blažen, i nalazi se u najljepšem i najboljem stanju. Ako siđe ljudima, mora se promijeniti, i to iz dobrog u loše, iz lijepog u ružno, i iz najboljeg u najgore stanje. No, smrtno je po prirodi promjenjivo, a besmrtno je po sebi uvijek jedno te isto. Celzo dakle zaključuje da Bog ne bi nikako mogao ići u takvu promjenu (IV. 14).
Celzo napominje da spor Židova i kršćana ne treba uzeti ozbiljno, jer i jedni i drugi vjeruju u pojavljivanje božjeg duha među ljudima: 
Celzo ovdje veoma precizno uočava bit spora između judaizma i kršćanstva.

### Kritika vjerovanja u uskrsnuće
Celzo kritizira i kršćansko eshatološko vjerovanje u konačni sud i uskrsnuće tijela: 
Celzo zaključuje da je to nada prikladna za crve, jer ljudska duša ne će čeznuti za propalim tijelom. On ovu judeo-kršćansku dogmu smatra potpuno neprirodnom i protivnom razumu, jer koje se tijelo, kada je potpuno razoreno, može vratiti u prvobitno stanje iz kojega je proizišlo? Celzo prenosi da oni, jer ne mogu ništa odgovoriti, uzmiču govoreći kako je Bogu sve moguće. No Celzo ih podsjeća da Bog ne može činiti ono što je ružno i ne će činiti ono što je protuprirodno. 
Prema platonističkom poimanju, Bog je logos svega postojećeg i ne može ništa činiti što bi proturječilo logosu, odnosno njemu samome. Za dušu je pripremio vječni život, a "lešine treba baciti prije nego smeće" (Heraklit). Celzo sam motiv vjerovanja u uskrsnuće tijela smatra pogrešnim:
Celzo primjećuje kako shvaćanje besmrtnosti duše nije novo, ali kako je kršćansko vjerovanje o uskrsnuću nastalo pogrešnim tumačenjem filozofskog učenja o seobi duša.

### Kritika kulta proroka
Celzo piše da kršćani traže utočište u starozavjetnim proročanstvima o svemu onome što se s Isusom dogodilo riječima: »tako se moralo dogoditi«, a kao dokaz nakon što se dogodi navode kako je već davno bilo prorečeno (VII. 2). U daljnjim prigovorima on opisuje način rada židovskih proroka u Feniciji i Palestini. 
Celzo dodaje kako nakon što njihov prorok to prijeteći izgovori, tome doda niz "nerazumljivih, glupih i potpuno nejasnih riječi", čiji smisao ne može shvatiti nitko pametan, jer one ništa ne govore, već daju svakom glupaku i varalici mogućnost tumačiti ih po volji (VII. 9).
Celzo zaključuje da ako proroci navješćuju kako će veliki Bog raditi poslove služitelja, biti bolestan ili umrijeti, tada Bog nužno mora biti mrtav ili služitelj ili bolestan. Dakle, ne treba vjerovati u sve što kažu, makar i unaprijed kazali, već treba razmotriti je li takvo djelo lijepo, dobro i Boga dostojno. Ne treba vjerovati u ono što je ružno i loše, makar su svi ljudi takvo što prorekli u nekom mahnitom stanju.

## Kritika kršćanstva

### Racionalna kritika
Celzova kritika kršćanstva u metodološkom pogledu predstavlja suprotstavljanje grčke filozofije judeo-kršćanskom vjerovanju. U duhu platonovskog shvaćanja, on kaže da ako filozof vjeruje da postoji Bog, duša i zagrobni život, onda će to nastojati dokazati i kritički istražiti.
Celzo primjerima iz grčke mitologije pokazuje kako je potrebno kritički misliti, te kako nitko ne smatra Aborisa Hiperborenjanina Bogom, jer ga je strijela nosila kroz zrak (III. 31), niti izvjesnog Klazomenjanina, čija je duša često napuštala tijelo i posjećivala različita mjesta, niti Kleomedesa od Astypalaia, koji je bio zatvoren u neki sanduk, ali je pomoću nekog božanskog učinka odatle izišao (III. 33).
Celzo navode o Isusovom uskrsnuću, uspoređuje s primjerom da mnogi ljudi, i Grci i barbari, također vjeruju kako su vidjeli Asklepija.
Celzo smatra kako cijela mistična simbolika drveta života i uskrsnuća s drveta potječe otud što je njihov učitelj bio razapet na križ i što je bio stolar. On piše kako bi svo kršćansko vjerovanje izgledalo drukčije da je Isus, na primjer, bio gurnut s obronka ili bačen u provaliju ili ugušen užetom ili da je po zanimanju bio obućar ili klesar ili da je radio sa željezom. Tada bi se govorilo o obronku života na nebesima, o provaliji uskrnuća, o užetu besmrtnosti, o blagoslovljenom kamenu, o željezu ljubavi, ili o svetoj koži. Celzo kritičku raščlambu kršćanskog vjerovanja zaključuje pitanjem: "Zar se ne bi koja stara žena sramila te priče pričati djetetu kod uspavljivanja?" (VI. 34)

### Komparativna raščlamba
Celzo brojnim primjerima pokazuje da kršćanstvo nije novo vjerovanje i da su kršćani mnoge čimbenike svog sadržaja, pod raznim imenima, preuzeli iz ranijih mitologija, mijenjajući ih i pogrešno tumačeći. Celzo posebno uspoređuje kršćanske kultove s egipatskima koje oni preziru. Poput Egipćana, i kršćani počivšeg smrtnika obožavaju kao Boga i misle kako pri tom pobožno postupaju (III. 41). Isusovo tijelo Celzo uspoređuje sa zlatom, srebrom i kamenom, napominjući kako je ono prolaznije nego te stvari (III. 42). 
Celzo navodi mnoge usporednice između biblijske predaje i grčke mitologije. Priču o o gradnji babilonske kule i zbrci u jezicima, koju je Mojsije zapisao, Celzo smatra krivotvorinom priče o Alojeovim sinovima (IV. 21). Celzo u priči o razaranju gradova Sodome i Gomore vidi sličnost s mitom o Faetonu (usp. I. 19). Čuveni biblijski mit o potopu Celzo smatra krivotvorinom priče o Deukalionu: 
Celzo smatra kako su kršćani i učenje o uzdizanju duše u kraljevstvo božje preuzeli iz drugih religijskih tradicija. Celzo navodi kako kršćani vjeruju u uzdizanje duše kroz sedam neba i obrazlaže kako se to učenje već nalazi u tekstovima Platona i perzijskom kultu Mitre. Učenje o božjem duhu je, s druge strane, posuđeno iz stoičke filozofije. Zbog naglašenog motiva božje kazne, Celzo uspoređuje kršćanstvo s bahanatskim misterijama, gdje se prvo pokazuju pojave i utvare.
Celzo navodi kako je i osnovna misao kršćanske etike, o neopiranju zlu, davno prije njih izrečena od strane Sokrata i zabilježena od strane Platona:
Prema Celzu je i kršćanski stav prema bogatima također preuzet od Platona, tako što je Isus parafrazirao Platonovu misao: »Nemoguće je veoma dobrom čovjeku istodobno biti i veoma bogat« (Zakoni V. 12; 743 A). Čak i kršćansko odbacivanje idola Celzo izvodi iz Heraklitovog kritičkog shvaćanja kako se bogovi pravljeni rukama ne mogu prihvatiti kao umna bića: »I tu se mole božjim likovima kao kad bi se tko htio razgovarati s kućama, jer ništa ne znaju o bivstvu bogova i junaka (fragment 5).«
Celzo svoju raščlambu zaključuje konstatacijom da su kršćani krivo spajali razna stara učenja, i da se njihovo učenje razlikuje od preuzetih izvora "jedino svojim glupim nerazumijevanjem".

### Kritika alegorijske metode
Celzo je pretpostavljao da će se kršćanski apologeti u obrani svojih vjerovanja poslužiti alegorijskom metodom. 
Mežutim, Celzo tu metodu ne prihvaća, obrazlažući zašto se apologeti moraju baš tom metodom služiti:
Celzo piše kako je alegorijska metoda gluplja nego same priče, jer s nevjerojatnom glupošću spaja stvari koje se uopće ne mogu spojiti.

## Kritika kršćana

### Kritika neobrazovanosti
Celzo piše kako je kršćanska zajednica često izražavala svoje protivljenje obrazovanju i kako njoj ne pristupaju razumni i obrazovani ljudi, jer se ta svojstva kod kršćana smatraju lošim, što njega kao filozofa posebno pogađa:
Celzo prenosi kako kršćani vjeruju da je mudrost svijeta zlo, a glupost je dobra (I Kor. 1,18 i d.), i obećavaju utjehu neučenima, neumnima i neobrazovanima. On primjećuje da time što takve proglašavaju miljenicima svog Boga, oni uspijevaju privući neuke ljude, robove, žene i djecu (III. 44). Celzo opisuje auditorij kojem se kršćani obraćaju:
Obraćanje neobrazovanima Celzo smatra bitnom strategijom kršćanstva. On primjećuje kako kršćansko načelo "ne ispituj, već vjeruj", čini ljude lakim plijenom za razne varalice. Celzo opisuje kako kršćani idu po privatnim kućama obraćajući se samo onima koje mogu lako zavesti (III. 55). On smatra da kršćani izbjegavaju obrazovane stoga što su njihove religijske predstave prikladne samo glupima. Celzo opisuje ranokršćansku religijsku praksu "nepriličnog ponižavanja", odnosno klanjanja na javnim mjestima:
Celzo smatra da je kršćanska poniznost očigledno nerazumijevanje Platonove filozofije, koja glasi da Boga vječno prati pravda, i tko želi biti sretan, drži se nje i prati ju "ponizno i smjerno". Celzo preporučuje kršćanima za vođe uzeti mudrace i filozofe.

### Kritika odbacivanja idola
Celzo piše kako kršćani ne uspostavljaju oltare i božje slike, već imaju nevidljivu i tajanstvenu zajednicu. On piše: 
Celzo pretpostavlja da oni to čine iz razloga što ne vjeruju kako su bogovi nalik ljudima, napominjući da onda pobijaju sami sebe a da to i ne primjećuju. Jer i oni kažu da je Bog stvorio čovjeka po svojoj vlastitoj slici i da mu je po obliku jednak.
Celso kaže da ako su te slike ništa, onda nema razloga ne sudjelovati u zajedničkim svečanostima. A ako ima nekih božanstava (demona), očito je da i oni pripadaju Bogu, pa se i u njih mora vjerovati, i prinositi im žrtve prema običajima. Celzo vjeruje kako Bog ne može biti uvrijeđen kultom drugim božanstvima, jer on je svima zajednički, dobar, bez potreba i bez zavisti. Razna božanstva su služitelji najvišeg Boga i besmisleno je vjerovati kako postoji suprotnost između njih, jer bi to značilo podijeliti božje kraljevstvo, kao da tamo stoji jedna stranka protiv druge. Očito je da ako netko poštiva Sunce ili božicu Atenu, tada slavi i velikog Boga. Jer poštovanje Boga, koji sve drži, postaje time potpunije. Oni koji su mu posebno posvećeni nemaju razloga ne sudjelovati u javnim svečanostima (IV. 2). Međutim, ako kršćani ne će prinositi životinjske žrtve, onda neka budu dosljedni:
Celzo također prigovara kršćanima da se ponašaju drsko prema slikama bogova drugih naroda: »Vidi, prilazim kipu Zeusa ili Apolona ili bilo kojeg drugog Boga i vrijeđam i tučem ga, i on mi se uopće ne sveti«. On međutim podsjeća da je i njihov demon Isus Krist bio bespomoćno vezan i razapet.

### Opasnost za državu
Celzo tvrdi kako kult cara treba poštovati jer doprinosi održanju reda. 
Celzo se poziva na drevno shvaćanje "neka jedan čovjek bude gospodar" (Homer) i kaže da kada bi svi radili kao kršćani, nestalo bi vladavine zakona i tada ništa ne bi sprječavalo da upravljanje zemljom dođe u ruke najbezakonitijih barbara (VIII. 68). Celzu nije razvidno što je toliko strašno u odavanju počasti vladarima ovog svijeta, jer ni oni nisu dobili svoje zemaljsko dostojanstvo bez snage božanstva. Ali kršćani rade upravo obratno. Umjesto da nastoje da im kraljevi i vladari budu milostivi, oni ih ljute i izazivaju.
Celzo smatra kako su kršćani obvezni boriti se za cara i pomagati ga. To se ne odnosi samo za slučaj rata, već i za vrijeme mira kršćani su dužni pomagati i štititi državu. U svojim gradovima treba poduzimati upravne dužnosti ako se radi o održavanju zakona i pobožnosti (VIII. 75). Međutim, kršćani stvaraju tajne udruge u suprotnosti prema postojećim zakonima, te Celzo ocjenjuje da oni predstavljaju opasnost za Rimsku državu. Primanje kršćanstva ne bi donijelo nikakve prednosti Rimljanima, već bi imalo samo negativne posljedice. Celzo predviđa da kada bi kršćani uvjerili vladara da primi kršćanstvo, oni se tu ne bi zaustavili već i njegove nasljednike i sve druge htjeli bi preobratiti na svoje učenje, dok ne bi sve pokorili:
Celzo zaključuje da mudra vlast može predvidjeti takvu svoju sudbinu "i stoga vas treba uništiti prije nego što sama propadne" (VIII. 71).
Harnack je tumačio Celzov spis kao suštinski politički spis, koji iz ljubavi prema domovini poziva kršćane ne izdvajati se iz općeg poretka, nego uklopiti se u društvo i pomoći kako bi car mogao održati carstvo s njegovim dobrima. Celzo je u društvenom i političkom smislu konzervativac, on kršćanstvu prvenstveno prigovara njegovu novost, njegov raskid s tradicijom i društvenu subverzivnost.

## Origenova kritika Celza
Origen je kao odgovor na Celzov Istinski logos napisao veoma opsežno djelo Protiv Celza, u nastojanju pobiti sve stavke njegove kritike.
Origen Celza predstavlja kao jednog od epikurejaca, kojima je pripisivao sve najgore osobine, navodeći kako on ne vjeruje u vječnost duše, kao što vjeruju platonisti. Origen također predbacuje dio Celzove kritike na razne ranokršćanske sljedbe, kao što su markioniti.
Origen odbacuje Celzovo doslovno čitanje Svetog pisma, objašnjavajući da se stvaranje »po božjoj slici« odnosi na unutarnjeg čovjeka, sposobnog biti prema slici stvoritelja (Kol. 3,10). Jer koji se vladaju po duhu Božjemu, oni su sinovi Božji.
Najveći značaj Origenove kritike je u tome što nam je Celzov tekst danas uopće poznat.

## Značaj Celzove kritike
Celzov rad je bio prva temeljna kritika kršćanstva. Njegova kritika kršćanstva sadrži mnoge i dalje aktualne prigovore. Karl Löwith kaže kako se u kritici kršćanstva već 1 800 godina ponavlja ono, što je u biti rekao Celzo. Na primjer, Nietzscheova kritika kršćanstva umnogome je ponavljanje Celza. Celzo je metodološki uspio naći sve slabe strane novog vjerovanja. Pomoću komparativne metode dolazi do mnogih analogija, dokazujući kako se sadržaji kršćanskog učenja ne mogu smatrati kao objavljena istina: 
Celzo nastupa s pozicija platonovske sinteze filozofije i mitologije, odnosno logosa i mita u njihovom međusobnom prožimanju. On s pozicija grčke filozofije i mitologije kritizira judeo-kršćansku religiju: 
Grčki filozofi smatrali su da ako se govori o Bogu i svemiru, onda se ne bi smjelo ići ispod dostignute razine. S filozofskog gledišta, svaki ozbiljan razgovor o Bogu a priori isključuje mitove judeo-kršćanstva. Bog u antropomorfnim oblicima već davno nije ozbiljna tema filozofije, te ako kršćanstvo ne može izdržati filozofsku kritiku, znači da sadržaj vjerovanja nije došao do razine filozofije. Razgovor o Bogu, duši, smrti, životu poslije smrti, anđelu, raju, paklu, demonu, duhu i slično može biti uspješan ako se kreće na razini mišljenja. Kršćanstvo nije išlo na taj odnos, već se zahtijevalo vjerovanje u ono što se o tome kaže.